# Нусинов, Илья Исаакович
Илья́ Исаа́кович Нуси́нов (29 февраля 1920, Киев, УССР — 19 мая 1970, вблизи Североморска, РСФСР) — советский драматург и киносценарист.

## Биография
Родился 29 февраля 1920 года в Киеве в семье учёных, отец — филолог, профессор Исаак Маркович Нусинов.
В 1938 году поступил на механико-математический факультет МГУ. Во время учёбы сотрудничал в редколлегии многотиражной газеты «Московский университет», был одним из создателей факультетской юмористической газеты «Нуль в знаменателе». Успел проучиться три курса. 
В сентябре 1941 года пошёл добровольцем на фронт. В 1942 году получил направление в Военно-воздушную инженерную академию им. Жуковского, которую окончил в 1944 году по специальности военный инженер. Тогда же вступил в ВКП(б). С августа 1944 года — заместитель старшего техника эскадрильи штурмового авиаполка 189-й авиадивизии 17-й воздушной армии. До конца войны обеспечивал техническое обслуживание и боевую подготовку самолётов.
После войны работал в Научно-исследовательском институте № 2 министерства авиапромышленности СССР. В 1949 году его отца, который был членом Еврейского антифашистского комитета, посадили в тюрьму в ходе кампании по борьбе с космополитизмом. Илью Нусинова как сына врага народа, который не захотел отказаться от своего отца, уволили с работы. Он не мог никуда устроиться и только через два года получил работу на заводе «Манометр» мастером цеха.
В 1954 году стал заниматься литературным творчеством. Совместно с Семёном Лунгиным написал пьесу «Моя фирма», которая была поставлена Московским драматическим театром имени Станиславского и Ленинградским драматическим театром имени Комиссаржевской. В 1958 году Московским театром сатиры была поставлена вторая пьеса авторов — «Дым без огня».
В содружестве с Лунгиным возникли и киносценарии «Мичман Панин», «Тучи над Борском», «Без страха и упрека», «Добро пожаловать, или Посторонним вход воспрещен» и др.
В 1968 —1970 годах совместно с Лунгиным руководил сценарной мастерской на Высших курсах сценаристов и режиссёров.
В мае 1970 года начались военные учения одного из крупных военных крейсеров ВМФ СССР. Моряки предложили трём сценаристам (Илье Нусинову, его соавтору Семёну Лунгину и Анатолию Гребневу) отправиться вместе с ними в кругосветное путешествие, чтобы собрать материал для будущих произведений. В этом походе Нусинов скоропостижно скончался. Похоронен на Кунцевском кладбище.

## Семья
Жена – Маргарита Милюкова, инженер.
Дочь – Наталья Нусинова, киновед, специалист по кинематографу русской эмиграции.
Дочь – Татьяна Нусинова, университетский преподаватель, лингвист и переводчик, живёт с мужем, физиком Николаем Жёлудевым, в Англии и имеет двух детей, Илью и Ивана.

## Фильмография
Сценарии (совместно с Семёном Лунгиным):
- 1960 — Мичман Панин
- 1960 — Тучи над Борском
- 1962 — Без страха и упрёка
- 1963 — Зной
- 1964 — Добро пожаловать, или Посторонним вход воспрещён
- 1964 — Что такое теория относительности?
- 1966 — Самая послушная
- 1969 — В тринадцатом часу ночи
- 1970 — Внимание, черепаха!
- 1970 — Любовь к трём апельсинам (автор интермедий совместно с Семёном Лунгиным)
- 1970 — Жил певчий дрозд (совместно с О. Иоселиани, Д. Эристави, О. Мехришвили, Ш. Какичашвили, С. Лунгиным[7])
- 1971 — Телеграмма
- 1974—1981 — Агония